# Pablo Ortíz Orozco
Pablo Nicolás Ortíz Orozco (Colima, 5 aprile 2002) è un calciatore messicano, difensore del Querétaro.

## Caratteristiche tecniche
È un terzino sinistro.

## Carriera
È cresciuto nel settore giovanile del Querétaro ed ha debuttato in prima squadra il 3 settembre 2023 nell'incontro di Liga MX perso 5-0 contro il Tigres UANL. Ha segnato il suo primo gol il 13 gennaio 2024, nella partita pareggiata 2-2 contro il Toluca.

## Statistiche

### Presenze e reti nei club
Statistiche aggiornate al 15 marzo 2025.
| Stagione        | Squadra         | Campionato      | Campionato | Campionato | Coppe nazionali | Coppe nazionali | Coppe nazionali | Coppe continentali | Coppe continentali | Coppe continentali | Altre coppe | Altre coppe | Altre coppe | Totale | Totale | Totale |
| Stagione        | Squadra         | Comp            | Pres       | Reti       | Comp            | Pres            | Reti            | Comp               | Pres               | Reti               | Comp        | Pres        | Reti        | Pres   | Reti   |        |
| --------------- | --------------- | --------------- | ---------- | ---------- | --------------- | --------------- | --------------- | ------------------ | ------------------ | ------------------ | ----------- | ----------- | ----------- | ------ | ------ | ------ |
| 2023-2024       | Querétaro       | LMX             | 14         | 1          | -               | -               | -               | -                  | -                  | -                  | LC          | 0           | 0           | 14     | 1      |        |
| 2024-2025       | Querétaro       | LMX             | 18         | 0          | -               | -               | -               | -                  | -                  | -                  | LC          | 1           | 0           | 19     | 0      |        |
| Totale carriera | Totale carriera | Totale carriera | 32         | 1          |                 | -               | -               |                    | -                  | -                  |             | 1           | 0           | 33     | 1      |        |